# スペイン奇想曲
スペイン奇想曲、スペイン綺想曲（スペインきそうきょく、Каприччио на испанские темы（スペインの主題への奇想曲）、一般には Испанское каприччио、西欧ではCapriccio Espagnolで呼ばれることが多い）作品34は、ニコライ・リムスキー＝コルサコフが1887年に作曲した管弦楽作品である。
はっきりとした旋律と典型的な和声が見られる。ヴァイオリンをはじめとして様々な楽器がソロで活躍する部分が多いことも特徴である。ヴァイオリン独奏に関しては、同時期に書かれリムスキー＝コルサコフの管弦楽作品の代表とされる交響組曲『シェヘラザード』、序曲『ロシアの復活祭』にも言えるが、スペイン奇想曲は最初「スペインの主題によるヴァイオリンと管弦楽のための幻想曲」としてスケッチされており、途中で作曲者が意思を変更し、結局管弦楽曲になったものである。
もともと管弦楽曲であるが、吹奏楽団によって演奏されることも多い。ピアノの連弾版もある。

## 初演
1887年10月31日、サンクトペテルブルクにおいて作曲者自身の指揮、マリインスキー劇場管弦楽団の演奏で初演された。リハーサル時より楽団員から盛んに賞賛されたため、ベリャーエフ社から楽譜が出版された際、初演を受け持った楽団員67名に対して作品が献呈され、総譜の扉には67名の名が記されている。

## 評判
初演である1887年10月31日の第2回ロシア交響楽演奏会のリハーサル時、前述のように楽団員から賞賛された。リムスキー＝コルサコフは自身の『年代記』のなかで次のように述べた。
「最初のリハーサルでは、第1部（4分の2拍子、イ長調）の演奏が終るやいなや、楽員全部が私に拍手しだした。同じような拍手がフェルマータの許されたところにくるとかならずおこった。私は管弦楽団に、この曲を捧げることを申し出た。全員の満足がこれに対する答えであった。」
また、楽団員のみならず、聴衆や批評家にも好評だったようで、同年12月5日の第5回ロシア交響楽演奏会では、聴衆の要望によりプログラムに加えられた。リムスキー＝コルサコフは『年代記』で聴衆や批評家の意見に触れてこう書いた。
「〈奇想曲〉は苦労なく演奏され、きらめくばかりにひびいた。演奏会では、のちにニキシの指揮ですら演ぜられなかったほどの完全な魅力とをもって演奏された。曲は、長さにもかかわらず、ほんとうのアンコールを呼び起こした。〈奇想曲〉はすばらしくオーケストレートされた曲である、という批評家や公衆の意見は正しくない。〈奇想曲〉は、オーケストラのための華麗な作品である。」

## 楽器編成
- 木管楽器
  - ピッコロ 1
  - フルート 2
  - オーボエ 2（イングリッシュホルン持ち替え 1）
  - クラリネット（A管、途中B管箇所あり） 2
  - ファゴット 2
- 金管楽器
  - ホルン 4
  - トランペット 2
  - トロンボーン 3
  - チューバ 1
- 打楽器
  - ティンパニ
  - スネアドラム
  - バスドラム
  - トライアングル
  - クラッシュシンバル
  - サスペンデッドシンバル
  - タンバリン
  - カスタネット
- ハープ
- 弦五部
  - 第1ヴァイオリン
  - 第2ヴァイオリン
  - ヴィオラ
  - チェロ
  - コントラバス

ソロは、ヴァイオリン、チェロ、オーボエ、クラリネット、ハープ、フルート、ホルン、イングリッシュホルンが務める。

## 構成
素材として採り上げられたスペイン民謡は、マドリード音楽院教授を務めたスペインの作曲家ホセ・インセンガ（José Insenga、1828年 - 1891年）が1874年にバルセロナで出版した『スペインからの響き』（E cos de España）という民謡・舞曲集からの借用である（下記【】内が原曲）。同僚であったキュイは、「リムスキー＝コルサコフはそれを作りはしなかった。しかしスペイン音楽の明るい色彩をあくまで保ちながら、じゅうぶんな和声的変更と追加と対位法を加えた」とこの曲を評した。

### I アルボラーダ 【アストゥリアの舞曲 アルボラーダ】
ヴィーヴォ・エ・ストレピトーソ (Vivo e strepitoso) イ長調　4分の2拍子
Vivo e strepitosoは「活発に、やかましく」という意味である。
アルボラーダとは、恋人たちの朝の別れの歌であるが、器楽曲にも用いられている。しかしこの場合には、朝の喜びを讃えるスペインの民族舞曲とみられる。激しい踊りを表すメロディが極めて簡単な、その上ほぼ変化のなく繰り返される伴奏を伴ってヴァイオリンで演奏される。ヴァイオリンが主旋律を演奏し終わると、これを受けて静かにクラリネットが、しかし力を込めてソロを歌う。再びヴァイオリンと全楽器演奏で主旋律が演奏されるが、そこではいくらか管弦楽法が変わっており、続いて前と同じようにクラリネットのソロになるが、ここではヴァイオリンのカデンツァがついて、最後にティンパニの微かな響きと弦の和音でこの部分は終わり、IIに移行する。

### II 変奏曲 【アストゥリア民謡 夕べの踊りDanza prima】
アンダンテ・コン・モート (Andante con moto) ヘ長調　8分の3拍子
Andante con motoは「歩くくらいの速さで、動きをつけて」という意味である。
ヴィオラ、チェロ、コントラバスの静かな伴奏で4声部のホルンが牧歌的な旋律を演奏する。主題に基づく5つの変奏曲となるが、第1の変奏はヴァイオリンとチェロによってこの主題が歌われ、第2の変奏では管楽器で歌われる。これは少しテンポが遅いPoco meno mossoとなっていて、柔らかな音色で主題が歌われ、イングリッシュホルンとホルンの応答は牧童が吹く2本の芦笛を思わせる。この静かな第2変奏に続いて第3変奏では管弦楽器で力強く(フォルテ)歌われる。テンポプリモ(Tempo I)となって第4変奏に移り、ここではクラリネットとヴァイオリンが16分音符で伴奏する。第5変奏は全楽器演奏で、木管が主題を奏し、最後にフルートのソロが半音階的な結尾を奏して終わり、IIIに移る。

### III アルボラーダ 【アストゥリアの舞曲 アルボラーダ】
ヴィーヴォ・エ・ストレピトーソ (Vivo e strepitoso) 変ロ長調　4分の2拍子
Iの再現であるが、イ長調が変ロ長調に転調されている。Iのアルボラーダより華麗さを示すが、全般的性格は保持されている。
まず、クラリネットが主旋律を奏で、続いてヴァイオリンのソロが訪れる。更にクラリネットによる強奏（フォルティシモ）となり、最後もクラリネットがヴァイオリンのカデンツァに代わって奏されており、曲の終わりもIと異なり強奏（フォルテ）で終わり、IVへ移る。

### IV ジターンの情景と歌 【アンダルシア・ジプシーの歌Canto gitano】
アレグレット (Allegretto) ニ短調　8分の6拍子
Allegrettoは「やや速く」という意味の速度用語である。
ジターンとはスペインのジプシーの女を言い、またその踊り子や歌い手の意味にもなる。ここでは、アンダルシアのジプシー女が歌いかつ踊る情景を描写したものと解釈できる。IVは小太鼓（楽譜上ではTamburo）の連打に始まり、金管群のカデンツァがフォルテで奏される。小太鼓が消えようとすると、第2のカデンツァがヴァイオリン・ソロで奏でられる。ドラムはa tempoに入るまで続けられる。第2のカデンツァの動機は、フルートとクラリネット・ソロで反復されてから、第3のカデンツァに移行するが、これはティンパニによる連打の中、フルートが担当する。第4のカデンツァの担当はクラリネットであるが、ここではオーボエが牧歌的動機を演奏する。第5のカデンツァは、ハープとトライアングルにより奏される。以上の5カデンツァは次々と登場する踊り子を描き、第5のカデンツァが終わるとジプシー風の第1の踊りの主題に続き、第2の主題、則ちこの曲の主旋律が現れる。主旋律はフルートである。次いで第1の主題に返り、更に主旋律に移るが、今度はピッコロとオーボエ、ヴァイオリンが加わっている。この旋律が終わると、チェロのソロで新しい主題が演奏されるが、これにはクラリネットとオーボエのソロが複旋律的に絡み合い、更にフルートのソロも加わる。チェロによる主題が終わると、フルートとオーボエが弦楽器のピッツィカート伴奏により、小刻み（16分音符）の踊りを展開する。やがて金管楽器とハープもこれに加わり、最高潮に達すると、またしても主旋律が木管楽器によりフォルテ（ピッコロはメゾ・フォルテ）で奏でられてから、更にヴァイオリンのフォルティシモによる演奏へと移る。